# Актинуліди
Актінуліди, або Халамогідриди — ряд гідроїдних підкласу трахиліди. Група дуже дрібних, медузоїдних істот без поліпової стадії в життєвому циклі; живуть в міжпіщинкових проміжках. Одиночні організми (не формують колоній), купол повністю або у великій мірі редукований (щупальця кріпляться до манубріуму), епідерміс війчастий, 1-2 кільця щупалець. Статоцисти у деяких видів наявні, у інших — ні. У випадку наявності статоцистів вони мають кийкоподібну форму і змішане екто-ентодермальне походження. Кнідом може включати стенотелі.
Поділяються на дві родини з чотирнадцятьма видами.